# هربرتسهاوزن
هربرتسهاوزن (به آلمانی: Hebertshausen) یک شهر در آلمان است که در بایرن واقع شده‌است.

## خصوصیات
هربرتسهاوزن ۲۹٫۶۰ کیلومترمربع مساحت دارد ۴۸۹ متر بالاتر از سطح دریا واقع شده‌است.